# Релебактам
Релебактам — лекарственное средство, подавляющее действие β-лактамазы. Используется в комбинации с другими антибиотиками:
- Имипенем/Циластатин/Релебактам (Recarbrio)[1] - одобрен: США(2019).[2]

## Механизм действия
Ингибитор β-лактамазы